# Jérémy Doku
Jérémy Doku (Antuérpia, 27 de maio de 2002) é um futebolista belga que atua como ponta-esquerda. Atualmente joga pelo Manchester City e pela Seleção Belga.

## Carreira

### Anderlecht
Doku começou a jogar futebol ainda jovem na Antuérpia, passando pelos modestos KVC Olympic Deurne, Tubantia Borgerhout, e posteriormente pelo Beerschot. Em 2012, aos 10 anos de idade, migrou para as categorias de base do Anderlecht. O atacante realizou sua estreia profissional no dia 25 de novembro de 2018, aos 16 anos, numa derrota por 4 a 2 para o Sint-Truiden, em jogo válido pela Primeira Divisão Belga.

### Rennes
Em 5 de outubro de 2020, Doku assinou com o Rennes por cinco anos, tendo custado 26 milhões de euros ao clube francês, além de bônus.

### Manchester City
Foi confirmado como reforço do Manchester City no dia 24 de agosto de 2023, pelo valor de 65 milhões de euros. O jogador assinou um contrato de cinco anos, com validade até 2028. Marcou seu primeiro gol pelo clube no dia 16 de setembro, numa vitória por 3 a 1 contra o West Ham, fora de casa, válida pela 5ª rodada da Premier League.

## Seleção Nacional
Nascido na Bélgica e descendente de ganeses da Grande Região de Accra, Doku representou a Bélgica no Campeonato Europeu Sub-17 de 2018.
O atacante estreou pela Seleção Belga principal no dia 5 de setembro de 2020, contra a Dinamarca, pela Liga das Nações da UEFA. Três dias depois, marcou seu primeiro gol pela Bélgica numa goleada por 5 a 1 sobre a Islândia.
Convocado para a Euro 2020, realizada em junho de 2021, Doku não foi utilizado nas partidas contra Rússia e Dinamarca. Posteriormente, no dia 21 de junho, foi titular na vitória por 2 a 0 contra a Finlândia.
Um ano depois, foi convocado por Roberto Martínez para disputar a Copa do Mundo FIFA de 2022. Durante o Mundial realizado no Catar, o jogador ficou marcado por conta de seu sobrenome, bem humorizado por parte dos narradores Everaldo Marques e Cléber Machado.
| Nº | Data                  | Local                                    | Adversário   | Placar | Resultado | Competição                                  | Ref.   |
| -- | --------------------- | ---------------------------------------- | ------------ | ------ | --------- | ------------------------------------------- | ------ |
| 1  | 8 de setembro de 2020 | King Baudouin Stadium, Brussels, Belgium | Islândia     | 5–1    | 5–1       | Liga das Nações da UEFA A de 2020–21        | [ 15 ] |
| 2  | 30 de março de 2021   | Den Dreef, Leuven, Belgium               | Bielorrússia | 4–0    | 8–0       | Eliminatórias da Copa do Mundo FIFA de 2022 | [ 16 ] |

## Títulos
Manchester City
- Premier League: 2023–24[carece de fontes?]
- Supercopa da Inglaterra: 2024[carece de fontes?]